# Турецко-японские отношения
Турецко-японские отношения (яп. 日本とトルコの関係; тур. Japonya-Türkiye ilişkileri) — двусторонние дипломатические отношения между Японией и Турцией. У Японии есть посольство в Анкаре и генеральное консульство в Стамбуле. У Турции есть посольство в Токио и генеральное консульство в Нагое.
Турция и Япония являются членами Организации экономического сотрудничества и развития (ОЭСР) и Всемирной торговой организации (ВТО). Также Турция является членом Совета Европы и Организации по безопасности и сотрудничеству в Европе (ОБСЕ), а Япония — наблюдателем.
Согласно опросу общественности Турции, проведённому МИД Японии в 2012 году — 83,2 % респондентов ответили, что отношения между Японией и Турцией являются «дружескими» или «почти дружескими».

## История

### Османский период

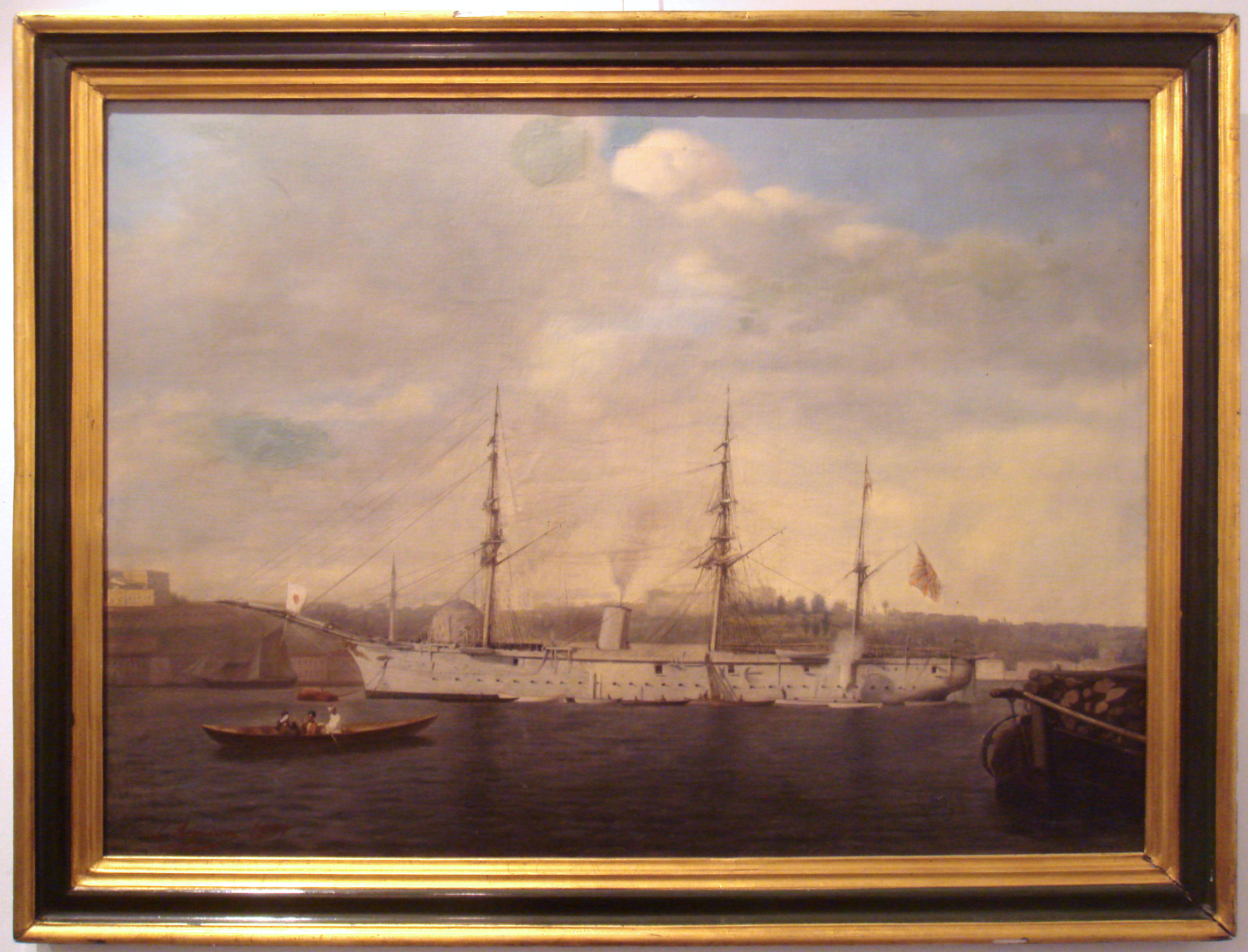
Японский крейсер Kongō в Стамбуле, 1891, после инцидента с Эртогрулом, автор Луиджи Аквароне (1800—1896)

Отношения между двумя странами начались в XIX веке. Основополагающее событие произошло в 1890 году, когда турецкий фрегат Эртогрул затонул у берегов Вакаямы, Япония, после аудиенции у императора Мэйдзи. Выживших моряков доставили в Стамбул два японских фрегата. В Кусимото префектуры Вакаяма, недалеко от турецкого мемориала и музея Кусимото, установлен памятник османским морякам. В 2015 году к 125-летию дружбы между Японией и Турцией вышел фильм «125 лет памяти». В фильме отражены два исторических инцидента в турецко-японских отношениях, затопление Эртогрула и эвакуация японских граждан из Ирана в 1985 году.
В конце XIX и начале XX веков настоящая японофилия охватила османскую прессу с сотнями статей, написанных о Японии. Как «восточный» народ, происходящий из Восточной Азии, многие турки чувствовали особую близость к другой восточно-азиатской нации, такой как Япония, которая модернизировалась, не став вестернизированной. Ещё больше взаимного притяжения между турками и японцами добавлялась их общая неприязнь к России, заклятому врагу османов на протяжении веков и новому заклятому врагу Японии. Уже начав продвигать идеологию паназиатизма, японцы начинают искать расположения Великой Порты, когда император Мэйдзи отправляет принцев Дома Ямато навестить султана-халифа Абдул Хамида II с подарками и предложениями по заключению договоров, что вызвало большой ажиотаж в османской прессе. Абдул Хамид II, который в определённой степени восхищался Японией, был одержим страхом, вызванным популярными слухами о том, что император Мэйдзи обратится в ислам и провозгласит себя халифом, тем самым выставив себя объектом почитания всех мусульман-суннитов мира.
Комитет единения и прогресса очень восхищался Японией, которую они взяли за образец. Тот факт, что такая азиатская нация, как Япония, победила в 1905 году Россию, традиционного врага Османской империи, очень вдохновил юнионистов, и все юнионистские газеты изображали победу Японии как триумф не только над Россией, но и над западными ценностями. Юнионисты особенно восхищались японцами за то, что они приняли западную науку и технику, не теряя при этом их «восточной духовной сущности», что рассматривалось как доказательство того, что можно модернизироваться, не принимая западные ценности, и вдохновляло превратить Османскую империю в «Японию Ближнего Востока». Турки возникли как народ, живущий к северу от Великой Китайской стены, и первое упоминание о турках в истории произошло в письме, написанном китайскому императору Вэню в 585 году нашей эры. На протяжении веков турки странствовали по Евразии, в большом количестве поселившись в Анатолии после победы над византийцами в битве при Манцикерте в 1071 году. Юнионисты гордились восточноазиатским происхождением турецкого народа и проводили много времени, прославляя Туран — название, которое они приняли для родины турок в Восточной Азии, которая находилась где-то к северу от Великой Китайской стены. Поскольку китайцы и арабы были традиционными врагами турок, с этими народами нельзя было праздновать узы дружбы. Зия Гёкальп, главный идеолог младотурок, заявил в эссе 1913 года, что «меч турка, а также его перо возвысили арабов, китайцев и персов», а не самих себя, и что современным туркам «нужно повернуть вспять, в своё древнее прошлое». Гёкальп утверждал, что туркам пора ещё раз изучить важных фигур их собственной тюрко-монгольской традиции, таких как Аттила, Чингисхан, Тимур и Хулагу-хан.
Политика модернизации, проводимая юнионистским режимом, начиная с 1908 года после младотурецкой революции, была тщательно смоделирована после модернизации Японии эпохи Мэйдзи. Один юнионист, полковник Пертев Бей написал после революции 1908 года: «Мы скоро встанем… с таким же блеском, как восходящее солнце Дальнего Востока несколько лет назад! В любом случае давайте не будем забывать, что нация всегда восстаёт от собственной силы!». В инверсии западной паранойи по поводу «жёлтой опасности» младотурки часто фантазировали о создании союза с Японией, который объединил бы все народы «Востока» для ведения войны против ненавистных западных стран, которые доминировали в мире. «Жёлтая волна», которая навсегда смоет европейскую цивилизацию. Для младотурков термин жёлтый (который на самом деле был уничижительным западным термином для жителей Восточной Азии, основанный на их восприятии цвета кожи) означал «золото Востока», врождённое моральное превосходство народов Востока над коррумпированным западом. В глазах юнионистов именно цивилизации Ближнего Востока, Индийского субконтинента и Дальнего Востока были цивилизациями, превосходящими западную цивилизацию, и то, что Запад стал более значительным, было просто досадной историей, что Запад оказался более экономически и технологически развитым, чем азиатские цивилизации, и они были полны решимости это исправить. Младотурки были очень впечатлены тем, как японцы вели русско-японскую войну, заметив, что из-за бусидо («путь воина»), жестокого воинского кодекса самураев, которому все японские мужчины были обучены после Реставрации Мэйдзи, японцы не боялись смерти, поскольку для них было величайшей честью умереть за Императора, в то время как русские боялись умереть и не знали, почему они сражаются в Маньчжурии, что дало японцам преимущество в бою. Юнионисты намеревались подражать японскому примеру, создав милитаристскую образовательную систему, призванную сделать каждого мужчину солдатом, а каждую женщину, по сути, машиной для производства солдат; концепция джихада сыграла бы ту же роль в побуждении турецкого солдата сражаться и умереть за халифа (считающегося представителем Аллаха на Земле), как Бусидо давал путь японскому солдату, чтобы он умер за своего императора (которого японцы считали живым Богом). С Реставрации Мэйдзи до 1945 года японских студентов учили, что бусидо было высшим моральным кодексом, что для мужчины величайшей честью было умереть за Императора, а для женщины — величайшей честью родить сыновей, которые умрут за Императора. Как и в случае с олигархией, правившей Японией эпохи Мэйдзи, целью политики модернизации режима CUP было позволить стране побеждать в войнах, и образовательной политики режима CUP, которая была тщательно смоделирована по образцу японской системы образования, была предназначена для обучения учеников мужского пола стать солдатами, когда они станут взрослыми. Турецкий историк Хандан Незир Акмеше писал, что наиболее важным фактором в юнионистском мышлении была «девальвация жизни», вера в то, что восточные народы, такие как японцы и турки, не придают ценности человеческой жизни, включая свою собственную, и в отличие от жителей Запада, которые якобы жалко цеплялись за свою жизнь, когда сталкивались с опасностью, жители Востока якобы умирают добровольно и счастливо за дело.
Попытки установить договорные отношения между Японией и Османской империей не увенчались успехом из-за того, что Япония настаивала на капитуляции, как и другие великие державы, а также из-за требования Империи, чтобы две страны вели переговоры только на условиях абсолютного равноправия. Во время Первой мировой войны страны были на противоположных сторонах враждебных альянсов: Япония была одним из союзников, а Османская империя была одной из центральных держав. Япония подпишет Севрский мирный договор, а затем Лозаннский мирный договор с Турцией.
| Годы | Османский экспорт в Японию (в йенах)1 йена= 12 курушей | Османский импорт |
| ---- | ------------------------------------------------------ | ---------------- |
| 1902 | 1.189                                                  | 41.860           |
| 1905 | 342.389                                                | 50.632           |
| 1907 | 130.394                                                | 70.598           |
| 1910 | 944.824                                                | 81.166           |
| 1912 | 138.665                                                | 162.675          |

### Турецкая республика
После основания Турецкой Республики дипломатические отношения были установлены в 1924 году, а первые посольства были открыты в 1925 году. Первым послом Японии в Турции был Садацути Утида, который позже в 1926 году предложил и основал Японо-турецкое общество, некоммерческую организацию, нацеленную на взаимный обмен между Турцией и Японией.
Хотя Турция объявила войну Японии в феврале 1945 года, это было чисто символическим жестом. В 1985 году на ирано-иракской войне Турция ответила взаимностью на почти вековой жест доброты. Поскольку боевые действия обострились до такой степени, что все самолёты оказались под угрозой сбития, Турция направила самолёт для спасения 215 японских граждан, которые в то время проживали в Тегеране. Турецкое правительство выступило с заявлением: «Мы не забыли о спасении моряков с „Эртогрула“. Поэтому, когда мы узнали, что японские граждане нуждаются в помощи, мы пошли им на помощь».
Япония также была вовлечена в заговор с младотурецкими изгнанниками с целью создания марионеточного государства в Средней Азии и Синьцзяне с бывшим османским принцем в качестве его монарха в 1930-х годах.
Японцы пригласили османского принца Абдулкерима и нескольких изгнанников младотурков, выступающих против Ататюрка, из Турции, чтобы помочь им в создании марионеточного государства в Синьцзяне с османским принцем в качестве султана. Все турецкие ссыльные были врагами турецкого лидера Мустафы Кемаля Ататюрка. Мустафа Али, турецкий советник уйгуров в Первой Восточно-Туркестанской республике, был настроен против Ататюрка. Мухсин Чапанолу также был настроен против Ататюрка, и оба они придерживались пантуранистских взглядов. Махмуд Надим-бей, также один из них, был советником уйгурских сепаратистов.
Турецкое правительство под руководством Мустафы Кемаля Ататюрка гневно отреагировало на этот заговор, и посольство Турции в Японии осудило план Японии по созданию марионеточного государства, назвав его «мусульманским Маньчжоу-Го». Сам Ататюрк не интересовался пантуранизмом из-за многочисленных проблем, с которыми сталкивалась молодая Турецкая Республика, и не хотел, чтобы османская королевская семья пыталась создать новое монархическое государство, чтобы подорвать Турецкую Республику. ТАСС утверждал, что уйгурский премьер-министр Сабит Дамулла пригласил «турецких эмигрантов в Индии и Японии с их анти-кемалистскими организациями для организации своих вооружённых сил».
Китайский хуэй-мусульманин имам Да Пушен (達浦生) совершил поездку по Ближнему Востоку, чтобы противостоять японским пропагандистам в арабских странах и осудить их вторжение в исламский мир. Он напрямую противостоял японским агентам в арабских странах и публично бросал им вызов из-за их пропаганды. Он отправился в Британскую Индию, Хиджаз в Саудовской Аравии и Каир в Египте. Антияпонский 8-месячный тур по распространению информации о войне в мусульманских странах был осуществлён мусульманским имамом Да Пушеном из Шанхая.
Дезинформация о войне была распространена в исламских странах Ближнего Востока японскими агентами. В ответ на Всемирном исламском конгрессе в Хиджазе имам Ду открыто столкнулся с поддельными японскими агентами-мусульманами и разоблачил их как немусульман. Ду объяснил историю японского империализма своим собратьям-мусульманам. Мухаммад Али Джинна, будущий основатель Пакистана, встретился с имамом Ду. Антияпонские военные действия в Китае получили залог поддержки со стороны Джинны.
Антияпонский тур совершил Да в 1938 году на Ближнем Востоке. С 1938 по 1948 год Да служил в Национальном военном совете Китая. В 1923 году он закончил своё образование в Аль-Азхар.
Чтобы заручиться поддержкой Китая в мусульманских странах, Египет, Сирию и Турцию в 1939 году посетили Хуэй Муслим Ма Фулян (馬賦良) и уйгурский мусульманин Иса Юсуф Альптекин. Индийские лидеры Тагор, Ганди и Муслим Джинна обсуждали войну с китайской мусульманской делегацией во главе с Ма Фулянем, в то время как в Турции Исмет Инёню встретился с другой китайской мусульманской делегацией. Китайские газеты сообщили о визите. Ма Фулян и Иса работали на Чжу Цзяхуа.
О бомбардировке китайских мусульман японскими военными самолётами писали в газетах Сирии. Делегация посетила Афганистан, Иран, Ирак, Сирию и Ливан. Министр иностранных дел, премьер-министр и президент Турции встретились с китайской мусульманской делегацией после того, как они прибыли через Египет в мае 1939 года. Ганди и Джинна встретились с Хуэй Ма Фуляном и уйгурским Исой Альптекином, осуждающими Японию.
Ма Фулянь, Иса Альптекин, Ван Зенгшань, Сюэ Вэньбо и Линь Чжунмин отправились в Египет, чтобы осудить Японию перед арабскими и исламским миром. Альптекин поддерживал Китай во время японского вторжения.
Антияпонские настроения распространялись мусульманской делегацией Хуэй во главе с Ван Цзэншанем в Турции через турецкие СМИ, когда мусульмане Хуэй осудили японских захватчиков.
Во время встречи послов в Турции японский посол был вынужден замолчать после того, как посол Советской России сказал ему прекратить говорить, когда японцы попытались намекнуть, что представители хуэй не представляют простых мусульман.
Тюрки-мусульмане салары в составе китайской армии сражались против японцев во Второй мировой войне. Во время Второй китайско-японской войны саларские войска и офицеры служили в армии Цинхай мусульманского генерала Ма Бяо, и они активно сражались в кровопролитных сражениях против японской императорской армии в провинции Хэнань. В 1937 году во время битвы за Пекин-Тяньцзинь китайское правительство было уведомлено мусульманским генералом Ма Буфаном из клики Ма о том, что он готов объявить бой японцам в телеграмме. Сразу после инцидента на мосту Лугоу Ма Буфан организовал отправку кавалерийской дивизии под командованием Ма Бяо на восток для сражения с японцами. Салары составляли большинство в первой кавалерийской дивизии, которую послал Ма Буфан. Цинхайские китайцы, салары, китайские мусульмане, дунсян и тибетские войска Цинхай, которых возглавлял Ма Бяо, сражались насмерть против японцев или покончили жизнь самоубийством, отказавшись попасть в плен, когда их загнал в угол. Когда они победили японцев, мусульманские войска перебили их всех, за исключением нескольких пленных, которых отправили обратно в Цинхай, в качестве доказательства их победы. В сентябре 1940 года, когда японцы начали наступление на мусульманские войска Цинхай, мусульмане устроили на них засаду и убили так много из них, что они были вынуждены отступить. Японцы не могли даже забрать своих мертвецов, вместо этого они отрезали руки от конечностей трупов для кремации, чтобы отправить их обратно в Японию. Японцы не решились снова на такое наступление.
Генерал саларов Хан Ювень руководил обороной города Синин во время налётов японских самолётов. Хан пережил бомбардировку японскими самолётами в Синине, когда им руководил по телефону Ма Буфан, который скрывался в бомбоубежище в военной казарме. В результате взрыва человеческая плоть забрызгала Голубое небо с флагом Белого Солнца, а Хан был завален развалинами. Хана Ювеня вытащили из-под завалов, пока он истекал кровью, и ему удалось схватить пулемет, когда он хромал, и выстрелил в ответ по японским боевым самолётам и проклял японцев как собак на своём родном языке. Леонард Кларк, автор «Марширующего ветра», встретил в Цинхае офицеров-саларов, которые воевали против японцев во время Второй мировой войны и были вооружены оружием, захваченным у японских войск.
2010 год ознаменовался 120-летием турецко-японских отношений: в течение года по всей Турции было проведено более 186 мероприятий. В этом году Турция провела «Год Японии 2010 в Турции». 10 июля 2010 года принц Томохито из Микасы, двоюродный брат императора, присутствовал на церемонии открытия археологического музея Каман Калехойюк. Музей построен на финансирование из Японии. Принц часто активно продвигал турецко-японские отношения. Более того, после Великого землетрясения на востоке Японии в марте 2011 года и землетрясений в восточной части Турции в октябре и ноябре 2011 года, соответственно, обе страны оказали друг другу поддержку, что укрепило отношения между двумя народами.
2019 год в Японии объявлен Годом Турции.
Япония раскритиковала наступление Турции в 2019 году на северо-восток Сирии. Министр иностранных дел Тосимицу Мотэги заявил: «Япония глубоко обеспокоена тем, что последняя военная операция затруднит урегулирование сирийского кризиса и вызовет дальнейшее ухудшение гуманитарной ситуации. Япония ещё раз подчёркивает свою позицию, что сирийский кризис не может решаться любыми военными средствами».
В 2023 г. Турция и Япония подписали соглашение о сотрудничестве в целях развития торговли, инвестиций и экономического партнерства
. 

## Визиты на высшем уровне
| Гость                                               | Принимающая сторона                      | Место визита                   | Дата визита       |
| --------------------------------------------------- | ---------------------------------------- | ------------------------------ | ----------------- |
| Принц Томохито из Микасы                            | Президент Тургут Озал                    | Дворец Чанкая, Анкара          | 1990              |
| Принц Томохито из Микасы                            | Президент Сулейман Демирель              | Анкара                         | Апрель 1998       |
| Принцесса Акико из Микасы                           | Президент Сулейман Демирель              | Каман-Калехоюк, Турция         | Июль 1998         |
| Министр иностранных дел Исмаил Джем                 | Премьер-министр Кэйдзо Обути             | Кантэй, Токио                  | Апрель, 2000      |
| Принц Томохито из Микасы                            | Президент Ахмет Сезер                    | Турция                         | Октябрь 2003      |
| Принц Томохито из Микасы                            | Президент Ахмет Сезер                    | Турция                         | Октябрь 2003      |
| Министр иностранных дел Абдуллах Гюль               | Премьер-министр Дзюнъитиро Коидзуми      | Кантэй, Токио                  | Декабрь, 2003     |
| Принц Томохито из Микасы                            | Президент Ахмет Сезер                    | Дворец Чанкая, Анкара          | 2004              |
| Премьер-министр Реджеп Эрдоган                      | Премьер-министр Дзюнъитиро Коидзуми      | Кантэй, Токио и Осака          | 11-15 апреля 2004 |
| Принц Томохито из Микасы, Принцесса Акико из Микасы | Президент Ахмет Сезер                    | Дворец Чанкая, Анкара          | Сентябрь 2005     |
| Премьер-министр Дзюнъитиро Коидзуми                 | Президент Ахмет Сезер                    | Дворец Чанкая, Анкара          | 2006              |
| Принцесса Акико из Микасы                           | Президент Абдуллах Гюль                  | Дворец Чанкая, Анкара          | 2008              |
| Президент Абдуллах Гюль                             | Премьер-министр Ясуо Фукуда или Таро Асо | Кантэй, Токио                  | 2008              |
| Crown Prince Naruhito                               | Президент Абдуллах Гюль                  | Дворец Чанкая, Анкара          | 2009              |
| Министр иностранных дел Кацуя Окада                 | Президент Абдуллах Гюль                  | Дворец Чанкая, Анкара          | Январь 2010       |
| Принц Томохито из Микасы                            | Президент Абдуллах Гюль                  | Дворец Чанкая, Анкара          | Май 2010          |
| Принц Томохито из Микасы, Принцесса Акико из Микасы | Президент Абдуллах Гюль                  | Дворец Чанкая, Анкара          | Июль 2010         |
| Заместитель премьер-министра Али Бабаджан           | Премьер-министр Наото Кан                | Кантэй, Токио                  | Декабрь 2010      |
| Заместитель премьер-министра Али Бабаджан           | Премьер-министр Ёсихико Нода             | Кантэй, Токио и Сендай         | 5-7 декабря 2011  |
| Министр иностранных дел Коитиро Гэмба               | Президент Абдуллах Гюль                  | Дворец Чанкая, Анкара          | 6 января 2012     |
| Министр иностранных дел Коитиро Гэмба               | Президент Абдуллах Гюль                  | Дворец Чанкая, Анкара          | Июнь 2012         |
| Заместитель премьер-министра Али Бабаджан           | Премьер-министр Ёсихико Нода             | Кантэй, Токио                  | Октябрь 2012      |
| Премьер-министр Синдзо Абэ                          | Президент Абдуллах Гюль                  | Дворец Чанкая, Анкара          | Май 2013          |
| Премьер-министр Синдзо Абэ                          | Президент Абдуллах Гюль                  | Дворец Чанкая, Анкара          | Октябрь 2013      |
| Премьер-министр Реджеп Эрдоган                      | Премьер-министр Синдзо Абэ               | Кантэй, Токио                  | 6-8 января 2014   |
| Принцесса Акико из Микасы                           | Президент Абдуллах Гюль                  | Дворец Чанкая, Анкара          | Апрель 2014       |
| Министр иностранных дел Ахмет Давутоглу             | Премьер-министр Синдзо Абэ               | Кантэй, Токио                  | Апрель 2014       |
| Заместитель премьер-министра Таро Асо               | Президент Реджеп Эрдоган                 | Дворец Чанкая, Анкара          | Февраль 2015      |
| Заместитель премьер-министра Нуман Куртулмуш        | Премьер-министр Синдзо Абэ               | Кантэй, Токио                  | Март 2015         |
| Заместитель премьер-министра Таро Асо               | Президент Реджеп Эрдоган                 | Дворец Чанкая, Анкара          | Сентябрь 2015     |
| Президент Реджеп Эрдоган                            | Премьер-министр Синдзо Абэ               | Кантэй, Токио                  | 7 октября 2015    |
| Премьер-министр Синдзо Абэ                          | Президент Реджеп Эрдоган                 | Дворец Чанкая, Анкара          | Ноябрь 2015       |
| Заместитель премьер-министра Таро Асо               | Президент Реджеп Эрдоган                 | Дворец Чанкая, Анкара          | Ноябрь 2015       |
| Заместитель премьер-министра Мехмет Шимшек          | Премьер-министр Синдзо Абэ               | Кантэй, Токио                  | Август 2016       |
| Принцесса Акико из Микасы                           | Президент Реджеп Эрдоган                 | Президентский комплекс, Турция | Сентябрь 2018     |
| Президент Реджеп Эрдоган                            | Премьер-министр Синдзо Абэ               | Саммит G-20, Осака             | 27-29 июня 2019   |

## Культурные отношения

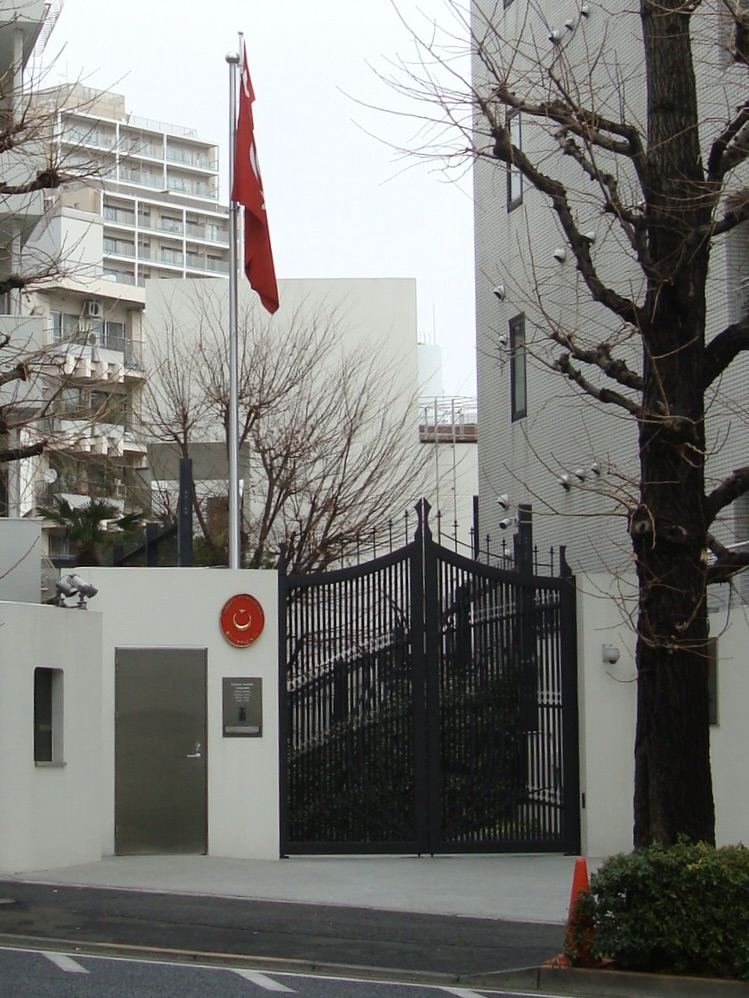
Посольство Турции в Японии

В Японии проживают 4444 (на 2010 год) турецких граждан, что составляет важный аспект отношений Турции с Японией.
Японско-турецкое общество было основано в 1926 году и с тех пор продвигает дружеские отношения между Японией и Турцией посредством семинаров, языкового и культурного обмена и даже кулинарных обменов.
Общество культурного диалога между Турцией и Японией было основано в 2006 году, но с 1873 года ведётся учёт культурных и других обменов между Японией и Турцией.